# Monotype national
Le Monotype national est une classe de dériveur conçue spécialement pour les épreuves de voile en solitaire des Jeux olympiques de Paris de 1924, disputées sur le plan d'eau du Cercle de la voile de Paris, à Meulan, sur la Seine.

## Historique
Les compétitions de voile aux Jeux olympiques de 1924 se disputent sur deux plans d'eau : dans la Manche, en baie de Seine, en rade du Havre pour les quillards de Jauge internationale 6 mètres à 3 équipiers et 8 mètres à 5 équipiers et sur le plan d'eau du Cercle de voile de Paris, à Meulan pour le dériveur monotype en solitaire. Le choix des classes avait été fait à Lausanne lors du congrès international olympique qui décida le 7 décembre 1921 que le choix du monotype serait laissé à la nation organisatrice de Jeux olympiques.
L'Union des sociétés nautiques françaises (USNF), à la date butée du 1er janvier 1922 fixée par l'IYRU choisit le Monotype national français de l'architecte naval Gaston Grenier, spécialement conçu dans l'optique des Jeux olympiques de 1924. L'USNF désirait un voilier qui mette en valeur les qualités du barreur, et dont la voilure comprendrait une voile d'avant et un spinnaker, et adapté à un plan d'eau à faibles brises.
Le 12 pieds international, gréé en catboat, bateau en solitaire des Jeux précédents, fut ainsi écarté.
26 engagés et 17 participants de 17 nations se disputèrent les médailles : 
- Or : L. Huybrechts,  Belgique
- Argent : H. Robert,  Norvège
- Bronze : H. E. Dittmar,  Finlande

## Caractéristiques

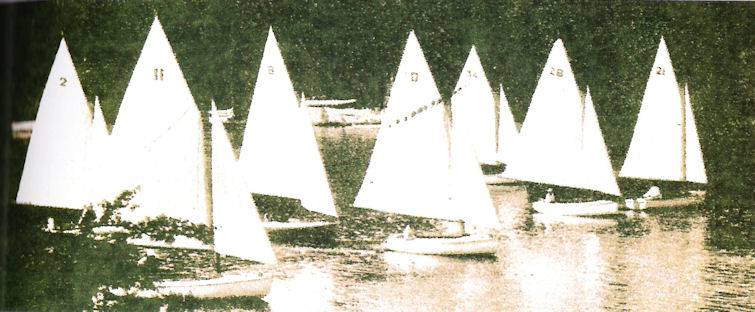
Départ de régate des monotypes aux Jeux olympiques, à Meulan en 1924

Le Monotype national est un dériveur de 5 mètres, de 2 mètres de large, muni d'une dérive pivotante de 42 kg et qui pèse à vide 450 kg. Sa voilure de 20 m2, et la présence d'un spinnaker ne le destinent à la navigation en solitaire que par petit temps et dans des eaux abritées, ce pourquoi il avait été choisi pour les Jeux olympiques de 1924.

Le gréement aurique comprend un bout-dehors et un tangon de spinnaker. La stabilité de route de la carène est assurée par une fausse quille se prolongeant jusqu'au tableau arrière.

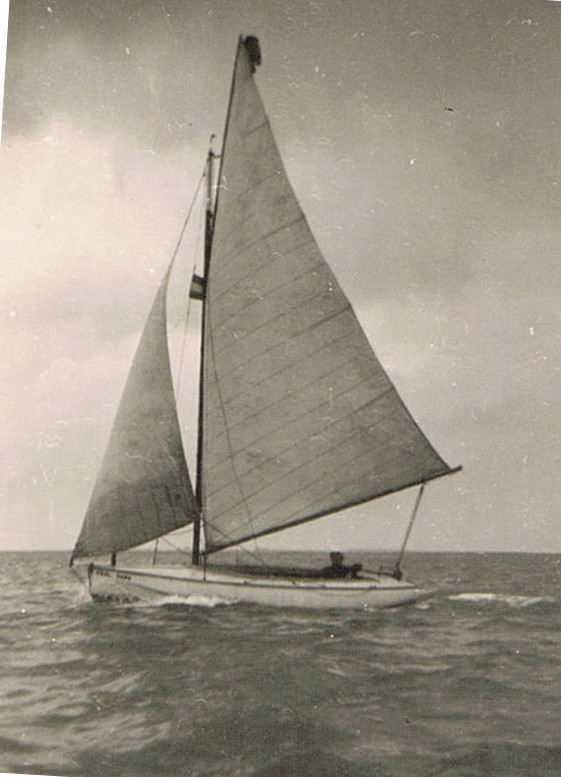
Monotype national en 1960 sur l'Escaut occidental. Chantiers Despujols d'Arcachon.